# 比賽造假
比賽造假，是指在各種競技或比賽，主辦方或參賽者透過違反規則及體育精神的作為，人為操弄比賽成績或結果（如放水），欺瞞其他參與活動的人及觀眾。
球類比賽造假一般稱為假球、打假球，香港稱為打假波、造波。粵語俚語稱比賽造假為造馬，即「制造馬王」，初現於香港賽馬活動中，其後被香港傳媒引申至應用於形容其他比賽，如各種頒獎禮或選美等。於飲食業上的解釋是指，「造菜碼」是指把食材預先處理好。例如牛肉切丁或牛肉切片的分類工作，方便廚師煮食，所以「造馬」意思便是「整定」，而預先「整定」的賽果就是造碼。

## 成因
通常會有幾個理由：
- 博彩公司收買年薪低的運動員來達到賺錢目的
- 收買裁判，達到對自己隊伍有利的裁決。
- 纯粹避開不想比賽的隊伍，而非外部利益驱使。此类情况常發生於先落位制淘汰賽的混合賽制，如：
  - 同國家隊伍回避，以确保自己与同伴可以在后段赛程与其相遇，从而达到包揽金银牌的目的。[1]
  - 強勢隊伍回避，以确保自己可以在后段赛程与其相遇，从而避免绝望式出局。例：某届赛事A组第一在1/4决赛将遇上C组第一，而C组第一恰为霸主（如：开罗国民在非洲冠军联赛），A组球队为避免第一与C1过早相遇，而有意识取得小组第二。或是如果B組第一要和A組第二比賽，B組第二要和A組第一比賽，那麼A組已知結果，但是B組領先隊伍且確定晉級但是不願意與A組第二比賽，該領先隊伍就會在最後一場故意輸給當時對手使其落在B組第二以避開A組第二。而且相互影響的兩組若不會同時比賽甚至每小組最後一輪也無法同時比賽，使其晚場的參賽者知道早場的比賽結果，也不會在小組賽結束後進行抽籤決定淘汰賽，也是循環賽經常發生有參賽者故意放水的主要原因。
  - 苦主回避，以确保自己可以在后段赛程与其相遇或赌一手对方出局，从而达到规避的目的。
- 私下恩怨，而非外部利益驱使。此类情况常發生於联赛制，如：
  - 联赛宿敌
  - 政治冲突
- 如果是淘汰賽，則可能藉故退賽或者場上罷賽。

但通常發現造假的比賽，一般都會包括以下最少一個情況：
- 弱隊莫名其妙胜強隊
- 出现反常比分（例：甲足球队30-0乙足球队）
- 比賽中蓄意踢烏龍球
- 比賽前及進行期間有大量金錢投注到賠率高的事件及比分，而賽果也是如此
- 下注者和球隊人員有關
- 收受第三方的可觀金錢報酬

## 例子

### 日本相撲
大相撲造假問題是在2011年所發覺的日本體育比賽造假案件。大相撲為日本相扑协会主办的专业相撲比赛，有二千年歷史，被視為日本國技。
2011年2月2日，日本警方在搜查大相撲棒球賭博問題涉案力士的行動電話短信時意外發現，有一些力士透過短信事先講好勝敗，並進行買賣比賽結果；同日，日本相撲協會組成本案特別調查委員會；同日，日本相撲協會理事長魁傑將晃為本案公開道歉，並強調本案是「協會存亡的危機」。2011年2月3日，文部科學大臣高木義明在日本眾議院預算委員會報告，日本相撲協會「3人坦承造假」。

### 棒球

#### 中華職棒
中華職棒曾經出現過數次職棒簽賭案：如1996年的黑鷹事件、2008年的黑米事件和2009年的黑象事件，每次都傷害中華職棒導致球迷流失。

### 香港賽馬
香港曾經發生多宗賽馬舞弊案，在1980年代發生得最多，大多為騎師受不法之徒利誘不盡全力策騎其馬匹以操控賽果，以及騎師違反守則參與投注或提供貼士等。廉政公署曾多次大刀闊斧拘捕和檢控多名人士，包括練馬師、騎師、馬主及其他人士，當中較轟動的有1983-86年之楊元龍造馬案和1995-97年之吳兆秋造馬案。涉案的練馬師或騎師通常被香港賽馬會收回牌照，需轉往其他地方發展，而一些涉案馬匹更一度甚至永久被禁賽。
因造馬案入獄之騎師計有譚文就（1年半）、陳毓培（1年半）、黃潤生（1年半）、朴仕能（1年）、錢健明（3年半）及郭廷（半年）。 摩加利及施泰浦因轉任污點証人指證主犯獲豁免起訴，細摩並先後於法國和澳門繼續策騎及從練，曾多次奪得澳門冠軍練馬師寶座，數年前返回澳洲從練，曾與兄長約翰·摩亞合組馬房練馬，最近返回澳門與兒子摩利高合組馬房。譚文就出獄後往澳門從事馬房工作，其後亦成為當地冠軍練馬師。錢健明獲釋後曾到歐洲策騎並勝出多場一級賽，及後於澳門任練馬師直至2023年散倉。此外，曾奪得香港冠軍騎師寶座的南非籍騎師霍達亦曾於2002年策騎「電子金龍」疑似未盡全力策騎，被廉暑檢控於賽馬賭博中作弊，惟法庭因證據不足以證明其未盡全力策騎涉及收受利益因素而被判無罪釋放，及後馬會亦滿意霍達於該場次中表現而向其續牌。
練馬師則有艾驊思被判監1年，但因健康理由獲准緩刑2年，須繳交罰款30萬元，並被馬會停牌，馬房由原副練馬師甘光達接管。另外鄭棣池、梁錫麟及陳柏鴻也被馬會停牌，羅國洲（已故）、李立細及呂健威接管其馬房，現只得呂仍是練馬師，梁錫麟及陳柏鴻事後曾轉往澳門從練。
馬主兼商人楊元龍被判監2年，但因健康理由獲准緩刑2年，須繳交罰款540萬元。商人吳兆秋起初在區域法院被定罪判監，但及後由資深大律師王正宇代表以見習騎師沒有與賽馬會簽約而不是受防止賄賂條例規管之馬會僱員及公職人員為由向香港終審法院上訴得直獲釋。吳兆秋案更導致馬會停辦為本地騎師而設之條件限制賽，以及要求見習騎師直接與馬會簽署僱傭合約，堵塞漏洞。
最近一宗疑似舞弊案發生於2019年，廉署在11月拘捕21名丁冠豪馬房員工，懷疑他們在賽馬賭博中作弊，丁冠豪因與案無關未有被捕，但事件在首次傳媒報導後並沒有任何跟進及檢控行動。
香港亦曾發生騎師跳馬事件，1989年1月15日，見習騎師羅德權策騎由王登平訓練的『龍脈』出賽時故意跳下馬背。牌照委員會其後就此事展開研訊，儘管羅聲稱因腳踏鬆脫而跳下馬自衛，但牌委會考慮到其過往亦有類似墮馬記錄，認為其不勝任策騎，決定即時撤銷其牌照。羅及後曾獲馬會安排轉任司閘員，現為鄭俊偉馬房的領班 （页面存档备份，存于）。
此外，香港在1960年代末曾發生毒馬案，多匹馬中砒霜毒後腹瀉甚至死亡，騎師彭利來及數名馬房員工因串謀向馬匹落毒以及詐騙投注者被判入獄，事件促使馬會在1971-72年度馬季實施職業賽馬制度，以強化對參與賽事人員和馬匹之監管。

#### 騎師涉參與投注，但不涉及操控賽果意圖
於2007年，澳洲籍騎師萬成曾向一商人要求協助投注其座騎作為利益，並向該商人提供其有信心座騎「貼士」作回報，其「賣貼士」行為違反馬會及香港法例而被分別判吊銷策騎牌照及判監30個月，其後獲行政長官批准返回澳洲悉尼服刑，在當地獲釋後重獲發牌策騎出賽。雖然萬成犯下天條並涉及多達三十場賽事，但其行為並不涉及故意落敗等情況，因此是次事件實際上並不算是「造馬」案。2018年，另一澳洲籍，前悉尼冠軍騎師羅理雅在港長駐策騎第五季中，亦因投注其座騎及提供貼士被馬會停牌並接受廉署調查，期間因護照被扣押不能離港，須靠積蓄及向他人借錢度日達五個月之久。其後廉署因證據不足未有檢控羅理雅並發回其護照，其得以返回澳洲策騎。 2023年5月12日，2名巴西籍騎師波健士與蘇兆輝違反賽事規例，分別被釘牌12個月及10個月。事件因由波健士在蘇兆輝協助下投注其座騎「競駿光輝」，兩者均觸犯天條而被停牌。

### 足球
足球經常發生假球事件，不時全球各地爆出為了博彩利益的假波醜聞，不少球員及教練被捕及被重罰長期停賽。此外有數場世界盃足球賽也有此嫌疑，但是目前沒有當場查獲。
雖然可以「以弱勝強」、「反敗為勝」、「黑馬」，但太常發生還是會有問題。2011年，阿仙奴在英超聯賽主場迎戰紐卡素中，在上半場領先四球下最後被逼和4:4。賽後捷克籍中場路斯基及是場執法主球證被國際刑警調查疑涉及金錢利益而在球賽中作弊，事件雖然最後不了了之但已引起廣泛關注。
但假球事件不一定涉及金錢，例如2004年歐洲國家盃分組賽最後一輪比賽丹麥對瑞典中，兩隊一直被指協議和波，90分鐘內踢成2:2完場下攜手晉級八強。

#### 著名打假波案
英超聯賽打假波案
英國太陽報於1994年11月爆出醜聞，指時為利物浦足球會津巴布韋籍首席門將高巴拿（Bruce Grobbelaar）與一名馬來西亞籍商人及另外兩名球員串謀打假波，商人利誘守門員故意在比賽中失球以操控賽果，四人其後被控以串謀於足球博彩中作弊，但最終因證據有疑點獲判無罪釋放。 
此外，曾有不法之徒與電機工程師串謀於晚間比賽舉行期間截斷球場電源使燈光熄滅導致球賽腰斬以詐騙博彩公司，結果所有涉案者被判入獄。
香港足球代表隊球員打假波案
1998年6月，廉政公署與警方進行聯合反賭波行動期間，拘捕當時香港足球代表隊球員陳子江，他承認在1998年世界盃亞洲區外圍賽中，以不誠實手法導致港隊輸波。廉政公署調查發現，陳子江涉嫌串通其餘港腳包括正值當打年齡的前鋒韋君龍、門將陸嘉榮、後衛陳志強、翼鋒劉志遠等人涉及操控球賽被判入獄，並被國際足聯判罰全球終身停賽。
此外，香港青年代表隊球員姚韡因於2011年11月15日在對俄羅斯國家青年隊的賽事舉行前企圖行賄隊友打假波被香港廉政公署拘捕，被判入勞教中心，並被香港足球總會重罰終身停賽。
渝沈假球案
1999年中国足球甲A联赛最后一轮，沈阳海狮通过假球、贿赂裁判保级成功。
末代甲A假球案
由于中国足球协会规定以2002赛季排名的一半加上2003赛季排名为中超积分以决定2004年中国足球超级联赛的参赛球队，2003年甲A联赛发生了多起假球案。
屯門與愉園因打假波季中被罰停賽事件
2013年12月22日，屯門對橫濱FC香港的第十輪賽事中，屯門球員李明於補時階段不尋常地向自己龍門頂入己隊大門，最終令屯門以 1–2 落敗。隨後一日（即12月23日），香港足球總會立即發出新聞稿，宣佈會專責小組負責調查是次事件。繼而於2014年1月5日，日之泉JC晨曦對愉園的第十輪賽事完結後，廉政公署人員走入更衣室，帶走七名愉園職球員回廉署總部扣查，懷疑參與「打假波」。一日後，足總宣佈廉政公署已經展開調查「打假波」工作。
2014年1月8日，足總宣佈兩家涉案球隊屯門和愉園的賽事會延期並即時生效，有效期為一個月。同時亦對涉案球員李明發出傳喚通知書，要求他必須在七個工作天內主動聯絡香港足球總會。
2014年1月30日，足總成立的專責委員會舉行了第二次會議，經過專責委員會分別考量兩間球會所提供的資料以及徵詢法律意見後，鑒於兩者均未能向專責委員會充分證明其具有繼續運作的能力，委員會給予兩間球會最後一次機會，要求他們必須在二月七日（星期五）或之前呈交所需資料。
2014年2月11日，專責委員會經過考慮後宣佈：屯門和愉園因無法提供充分證據以證明他們在管治安排及財政能力上的穩健性，無法達到一間香港足球總會甲組聯賽參賽專業球會的應有水平，決定暫停所有有關兩隊在2013–14球季的餘下賽事，但上述安排不包括兩隊的預備組或青少年組別賽事。
2014年2月13日，足總再發出新聞稿作進一步解釋和澄清，有關愉園的調查，僅在於調查該球會在管治、財務狀況以及操作能力上的穩健度，專責委員會並未對非法操控賽事特別考慮，因廉政公署正在調查此事。至於屯門調查，專責委員會曾經要求該球會提供有關涉嫌非法操控賽事的資料，以便檢討球會的穩健度，原因是廉政公署未有就此事作正式調查。同時，足總亦為聯賽積分榜作出修訂指引，最終決定兩間球會在本球季所參與的賽事，成績不會計入在聯賽積分榜中，該計算方法亦同樣適用於「射手榜」上，即相關賽事的入球亦不會納入計算的範圍內，但比賽期間牽涉的紀律判罰（如黃牌、紅牌等），仍會視作有效並記錄在案。以上修訂，僅適用於本地甲組聯賽及足總盃賽事。
2023年5月16日，廉署拘捕23人，包括1支甲組足球隊的1名教練及11名球員，指他們收受外圍賭波集團利益打假波，有報道指事件與愉園足球會有關。
意大利電話門事件
意大利的報章於2006年5月公開都靈檢察官的一份有關祖雲達斯前总经理莫吉與意大利足總高層的電話記錄，指莫吉涉嫌操控04/05年球季多場球賽的球證人選，意圖影響比賽的賽果，被當地的檢察當局竊聽，因而爆出了轟動一時的意甲醜聞案。其後當局又指另三家意甲球會也涉嫌造假，包括AC米兰、佛罗伦萨以及拉齐奥。再之後也有一家球會證實造假，是為里賈納。及後意大利足總主席及副主席先後辭職，其後整個祖雲達斯董事局全體成員集體請辭，主帅卡佩罗稍後亦宣佈離開球隊。意大利羅馬體育法庭於2006年世界盃期間，就有關醜聞展開審訊，結果祖雲達斯被罰降下乙組及扣兩季意甲積分，AC米兰、佛罗伦萨、里賈納以及拉齐奥也被扣分。

#### 球員涉投注及提供貼士
近年不少球星涉及投注而被重罰長期停賽，例如賓福特英格蘭籍射手伊萬·托尼，以及包括意大利新星東拿利在內十多名涉及參與投注的意大利球員。但他們沒有投注自己參與賽事，因此不涉及打假球的情況。
此外，兩名巴西籍球員，效力韋斯咸的中場柏基達以及貝迪斯左翼軒歷基涉嫌在比賽中故意被判罰黃牌以獲得及協助他人獲得博彩利益，兩人正被接受調查。
另外提供貼士亦可涉及球員轉會，英格蘭籍前鋒史杜列治及左閘查比亞均曾向親友及友人提供轉會情報以作投注用途而被罰停賽。

### 奧運會
- 2004年奧運會伊朗男子柔道選手66公斤級可能蓄意使自己體重超重被判失格，以避開以色列。
- 2012年奧運會羽球女子雙打球手消極比賽以避免下圈遇到較強對手，涉案球手來自中國、南韓和印尼，她們全被取消參賽資格及被逐出奥运村。

## 防治措施
除了相關人士視情節輕重最重可至終身禁賽的懲處之外，也要做一些措施才能有效防堵：
1. 增加賽制複雜度，如小組賽之後抽籤決定淘汰賽[13]
2. 小組賽最後一輪同時比賽，以免有人小組賽最後一輪看到前面賽事的結果，故意輸掉這場比賽來選擇對手。[註 2]
3. 薪水合理化或者高報償，使其不會被人收買成為有心人士操縱比賽的機會
4. 相關人員接受公平競爭教育
5. 盡量使各隊願意和別隊比賽
6. 把一些國家及地區之球隊分開於不同組別甚至不同賽區作賽[註 3]

## 備註
1. ↑  英國博彩公司一般規定如球賽因天氣惡劣或其他突發事故腰斬，將根據當時比分派彩。
2. ↑  此制度由1986年世界盃始設立。在以往一些事件例如1978年阿根廷6:0勝秘魯、1982年西德1:0勝奧地利等，參與「尾場」的球隊能知道「早場」球隊的賽果，以改變戰略從中獲益，還會使用俗稱「走線」的讓賽，使自己能「選擇」對戰那些隊伍。
3. ↑  歐洲足聯已採取措施，禁止一些國家和地區之球隊同組作賽，包括俄羅斯與烏克蘭、西班牙與直布羅陀、塞爾維亞與科索沃、阿美尼亞與阿塞拜疆、俄羅斯與波斯尼亞，惟這種安排在其他體育項目非常罕見。以色列因與阿拉伯國家關係欠佳，國內之足球及篮球隊伍均參加歐洲區而非亞洲區賽事，其國家足球隊因而曾到全球六大洲進行世界盃比賽。